# Chiesa Madre di San Nicolò Vescovo
La chiesa madre di San Nicolò vescovo è una chiesa cattolica romana in stile rinascimentale situata in Piazza Duomo, sopra Via Ruggero Settimo nel comune di Melilli, in provincia di Siracusa, Sicilia. È la chiesa madre del paese.

## Storia
In questo sito una chiesa, dedicata a San Nicola, vescovo di Myra, primo patrono di Melilli, è nota fin dal 1308-130, quando il paese passò sotto il dominio feudale della famiglia Mezzamontagna. Si ritiene che questa chiesa fosse in precedenza una delle chiese dedicate a questo santo e menzionate in una bolla di papa Alessandro III del 1169. L'edificio fu gravemente danneggiato dal terremoto del 10 dicembre 1542, e ancora dal terremoto della Sicilia del 1693.
La ricostruzione seguì sotto Michele Trigilio e Girolamo, e suo fratello Giuseppe, Palazzotto. Il primo piano del campanile fu ricostruito in stile romanico dai fratelli La Bella di Melilli, il secondo da Natale Bonaiuto. La costruzione durò fino al 1760 e la chiesa fu riconsacrata nel 1763. Nella semplicissima facciata rivolta ad est, l'architrave dei portali presenta elementi scolpiti dello stemma della famiglia Moncada e simboli del vescovado. Sopra il portale destro c'è una serie di borse scolpite, che riflettono i miracoli dei sacchi di denaro appartenenti a San Nicola.

## Interni
All'interno della chiesa si trova un affresco sul soffitto raffigurante il Trionfo della Fede (1762) di Olivio Sozzi. La pala dell'altare maggiore raffigura una Gloria di San Nicola (1769) di Francesco Gramignani Arezzi. La cappella dedicata alla Madonna di Lourdes con grotta artificiale fu costruita nel 1819 sotto il patronato di un parrocchiano locale cui affidò il progetto a Mario Moschetti che scelse di sostituire un altare dedicato a San Filippo Neri.
Nella cappella del SS Sacramento si trova una tela raffigurante la Strage degli Innocenti di Giovanni Tuccari e una pala d'altare raffigurante la Madonna con il Bambino, San Filippo Neri e le anime del Purgatorio di autore ignoto. Le pale d'altare sugli altari di destra includono un San Gaetano e il Crocifisso, una Madonna del Rosario con Santa Caterina e San Domenico, e i Santi Pietro e Paolo di Gramignani Arezzi; inoltre un San Francesco da Paola di autore ignoto. Le pale sugli altari di sinistra includono San Mauro con San Benedetto e San Placido e Sant'Antonio da Padova dà la Predica ai pesci, una Vergine dell'Immacolata tra San Carlo Borromeo e San Filippo Neri di Gramignani Arezzi; e una Gloria di San Giuseppe (1766) di Romualdo Formosa.